# Astroblepus boulengeri
Astroblepus boulengeri är en fiskart som först beskrevs av Regan, 1904.  Astroblepus boulengeri ingår i släktet Astroblepus och familjen Astroblepidae. Inga underarter finns listade.